# 同居孤独死
同居孤独死（どうきょこどくし）とは、同居人がいるのにもかかわらず死に気がつかずに放置してしまったことを指す。

## 定義
同居孤独死の法律上の定義や国の統計はないが、大阪府監察医事務所は、「同居人がいながら4日以上発見されなかった遺体」を同居孤独死と定義している。